# Ингмар Бергман
Ернст Ингмар Бергман (на шведски: Ernst Ingmar Bergman, [ˈɪŋmar ˈbærjman]) е шведски театрален и филмов режисьор, сценарист и продуцент, определян като един от най-изтъкнатите автори в киното на всички времена.
Ингмар Бергман режисира над 60 художествени и документални филма за киното и телевизията, повечето от тях по свой собствен сценарий. Той е режисьор и на повече от 170 театрални постановки. Сред актьорите, с които работи често, са Лив Улман, Биби Андершон, Макс фон Сюдов, Ерланд Юсефсон. Повечето му филми са заснети сред пейзажа на Швеция, а централни теми в тях са смъртта, болестта, измяната и лудостта.
Бергман е активен в продължение на повече от шест десетилетия. През 1976 г. кариерата му е сериозно застрашена в резултат на скалъпени криминални обвинения и разследвания за укриване на данъци. Разгневен, Бергман спира всички текущи проекти, затваря студии, и отива в самоналожено изгнание в Германия в продължение на осем години.

## Биография

### Ранни години
Ингмар Бергман е роден на 14 юли 1918 година в Упсала в семейството на лутеранския свещеник Ерик Бериман, който по-късно става капелан на шведския крал, и медицинската сестра Карин Акерблом. Задено с по-големия си брат Даг и по-голямата си сестра Маргарета той израства в атмосфера на религиозни дискусии. Баща му е консервативен енорийски свещеник със стриктни принципи за възпитанието на децата, които често са наказвани за различни нарушения. По-късно Ингмар Бергман пише в своята автобиографична книга „Латерна магика“ („Laterna Magica“):
Докато татко проповядваше от амвона и паството се молеше, пееше или слушаше, аз посвещавах вниманието си на мистериозния свят на църквата с ниските арки, дебелите стени, миризмата на вечност, цветната слънчева светлина, потрепваща над странната растителност на средновековните картини и издялани фигури по тавана и стените. Там имаше от всичко, което нечие въображение може да пожелае – ангели, светци, дрякони, пророци, дяволи, хора.
Макар и израснал в набожно лутеранско семейство, по-късно Бергман твърди, че е изгубил своята вяра на осемгодишна възраст и успял да се примири с това, едва когато заснема филма „Зимна светлина“ („Nattvardsgästerna“, 1963). Интересът му към театъра и киното възниква в ранна възраст – когато е деветгодишен, той се сдобива с латерна магика, примитивен проектор. Отделяйки му голяма част от времето си, той създава собствени декори, кукли и светлинни ефекти, с които прави сам куклени представления на пиеси на Аугуст Стриндберг, който оказва силно влияние върху цялостното му творчество.
През 1934 година шестнадесетгодишният Бергман прекарва лятната ваканция при семейни приятели в Германия, където присъства на митинг на националсоциалистите, в който участва Адолф Хитлер. По-късно в своята автобиография той си спомня окачения над леглото му портрет на Хитлер и пише, че в продължение на много години е привърженик на Хитлер, „радва се на успехите му и страда от неговите поражения“. Малко по-късно той отслужва задължителната си военна служба в рамките на два петмесечни периода.
През 1937 година Ингмар Бергман постъпва в Стокхолмския университет, за да учи изкуство и литература. Той прекарва повечето си време в работа в студентския театър и се превръща поклонник на киното. По това време любовна връзка довежда до разрив в отношенията с баща му, който продължава с години. Още през студентските си години Бергман пише няколко пиеси и една опера и работи като асистент режисьор в театър. Дипломира се едва през 1944 година.

### Първи опити в киното
През 1942 година той получава възможност да режисира постановка на една от своите пиеси, „Смъртта на Каспар“ („Kaspers död“). Тя е забелязана от представители на компанията Свенск Филминдустри, които го наемат като сценарист. През 1943 година Бергман се жени за хореографката Елсе Фишер, с която живее две години и от която има дъщеря – актрисата Лена Бергман (р. 1943). По това време, едва двадесет и шестгодишен, той е назначен за театрален директор на градския театър в Хелсингбори, където работи в продължение на три години.
В продължение на няколко години Бергман преработва сценарии, но първото му по-значително постижение в киното е през 1944 година, когато пише сценария на „Hets“, филм на режисьора Алф Шьобери. Освен сценарист, той е и асистент-режисьор на филма и по-късно определя външните снимки като своя същински дебют като кинорежисьр. Международният успех на този филм му дава възможност година по-късно да режисира първия си филм.
През 1945 година Бергман се развежда и се жени повторно за хореографката и режисьорка Елен Лундстрьом, от която през следващите няколко години има четири деца, които стават актьори и режисьори – Ева Бергман (р. 1945), Ян Бергман (1946 – 2000) и близнаците Матс Бергман и Ана Бергман (р. 1948).
През 1946 година става режисьор в градския театър на Гьотеборг, където работи до 1949 година. През следващите години той продължава и работата си в киното, като пише и режисира десетина филма, сред които „Затвор“ („Fängelse“, 1949), „Вечерта на комедиантите“ (Gycklarnas afton, 1953) и „Лято с Моника“ („Sommaren med Monika“, 1953). През 1950 година се развежда и година по-късно се жени за журналистката Гун Грют, от която има един син – самолетният пилот Ингмар Бергман Младши (р. 1951).
През 1953 година Бергман започва дългогодишното си сътрудничество с оператора Свен Нюквист. Двамата изграждат близки работни отношения, които изиграват важна роля в творчеството на Бергман. Обикновено той разчита в голяма степен на Нюквист за композицията на сцените, оставяйки му голяма свобода по време на самите снимки. Също през 1953 година той се премества в градския театър на Малмьо, където ще работи в продължение на седем години.

### Международен успех
Първият международен успех на Ингмар Бергман е филмът „Усмивки от една лятна нощ“ („Sommarnattens leende“; 1955), награден на Кинофестивала в Кан и номиниран за „Златна палма“. Той е последван от „Седмият печат“ („Det sjunde inseglet“) и „Поляната с дивите ягоди“ („Smultronstället“), излезли с десет месеца разлика през 1957 година. „Седмият печат“ получава специалната награда на журито в Кан и е номиниран за „Златна палма“, а „Поляната с дивите ягоди“ донася множество награди на Бергман и изпълнителя на главната роля Виктор Шьострьом.
През този период Бергман изгражда „лична трупа“ от актьори, които многократно участват в неговите филми: Макс фон Сюдов, Биби Андершон, Хариет Андершон, Ерланд Юсефсон, Ингрид Тюлин, Гюнел Линдблум, Бенгт Екерот, Андерш Ек, Гунар Бьорнстранд – всеки от тях участва в поне пет филма на Бергман. С много от тези актьори той работи като режисьор и в театъра на Малмьо. Определян от някои критици като „женски режисьор“, той режисира някои от най-запомнящите се роли на актриси като Биби Андершон, Ингрид Тюлин, Ула Якобсон, Лив Улман.
Макар че е женен за Гун Грют, през 50-те години Бергман има продължителни любовни връзки с актрисите Хариет Андершон (1952 – 1955) и Биби Андершон (1955 – 1959). През 1959 година той се развежда за пореден път, за да се ожени за известната естонска пианистка Кяби Ларетей, от която има един син – режисьора Даниел Бергман (р. 1962).

### 60-те години
През 1960 – 1966 година Ингмар Бергман е режисьор в Кралския драматичен театър, а от 1963 година е и негов директор. По това време той се установява на остров Форьо, където прави няколко филма и където прекарва голяма част от живота си. През този период той режисира три филма, изследващи темата за вярата и съмнението в Бог – „Като в огледало“ („Såsom i en Spegel“, 1961), „Зимна светлина“ („Nattvardsgästerna“, 1962) и „Мълчанието“ („Tystnaden“, 1963). Критиката ги определя като трилогия или кинематографичен триптих. Самият Бергман първоначално заявява, че не е планирал трите филма като трилогия и че не може да види никакви общи мотиви в тях, но по-късно изглежда приема това определение, макар и с известно колебание. През 1964 година той прави филм, пародиращ Федерико Фелини – „Да не говорим за всички тези жени“ („För att inte tala om alla dessa kvinnor“).
През 1966 година Ингмар Бергман режисира „Персона“ („Persona“), който самият той смята за едно от най-значимите си произведения. Заради спорното си съдържание филмът не получава много награди, но днес мнозина го смятат за шедьовъра на Бергман. В „Персона“ той за пръв път работи с норвежката актриса Лив Улман. Тя участва в още девет негови филма, като двамата имат продължителна връзка (1965 – 1970) и една дъщеря – писателката Лин Улман (р. 1966). Близките им лични отношения и професионалното им сътрудничество продължават до края на живота на Бергман.
Други известни филми от този период са „Изворът на девственицата“ („Jungfrukällan“, 1960), „Часът на вълка“ („Vargtimmen“, 1968), „Срамът“ („Skammen“, 1968) и „Една страст“ („En Passion“, 1969).

### 70-те години
През 70-те години Бергман работи активно и за телевизията, като по-забележителните му телевизионни филми са „Сцени от един семеен живот“ („Scener ur ett äktenskap“, 1973) и „Вълшебната флейта“ („Trollflöjten“, 1975). След развода си от 1969 година, през 1971 година той се жени за последен път за Ингрид фон Росен, с която остава до края на живота ѝ. По това време двамата вече имат дванадесетгодишна дъщеря.
На 30 януари 1976 година, по време на репетиции на „Мъртвешки танц“ на Аугуст Стриндберг в Кралския драматичен театър в Стокхолм, Ингмар Бергман е арестуван по обвинения в данъчна измама. Арестът му оказва много силно въздействие, той получава нервен срив и е приет в болница с тежка депресия. Разследването е свързано с извършен през 1970 година превод на 500 хиляди крони между шведска фирма на Бергман и нейно швейцарско подразделение, използвано главно за изплащане на хонорари на чуждестранни актьори. След предупреждение от шведската централна банка през 1974 година Бергман закрива швейцарската фирма е декларира съответните данъци. На 23 март 1976 година прокуратурата се отказва от обвиненията срещу него, обявявайки, че те нямат законово основание.
След като разследването приключва, Ингмар Бергман се зарича никога повече да не прави филми в Швеция, закрива филмовото си студио на остров Форьо и заминава в самоналожено изгнание. Ръководството на шведската данъчна администрация защитава извършеното разследване, въпреки неговия неуспех, и изразява съжаление за това, че той е решил да напусне страната. Призиви да промени решението си отправят множество шведски обществени фигури, сред които и министър-председателят Улоф Палме, но Бергман заминава за Германия. Шведски филмови дейци оценяват преките щети от заминаването му на десет милиона крони и стотици загубени работни места.
От 1977 до 1984 година Бергман е режисьор в „Резиденцтеатер“ в Мюнхен. За известно време обмисля възможността да снима в Съединените щати и следващият му филм „Змийско яйце“ („The Serpent’s Egg“, 1977) е германско-американска продукция. Той е последван от британско-норвежката продукция „Есенна соната“ („Höstsonaten“, 1978) с участието на Ингрид Бергман и британско-германската продукция „От живота на марионетките“ („Aus dem Leben der Marionetten“, 1980).

### Последни години
През 1982 година Бергман временно се връща в родината си, за да режисира „Фани и Александър“ („Fanny och Alexander“). Той обявява, че това е последният му филм и че смята да се фокусира върху театъра. Последната му театрална постановка е на „Дивата патица“ на Хенрик Ибсен в Кралския драматичен театър в Стокхолм през 2002 година.
През този период Бергман пише и режисира няколко телевизионни продукции, част от които впоследствие са показвани и в кината. Последната от тях е „Сарабанда“ („Saraband“, 2003), продължение на „Сцени от един семеен живот“, което той завършва на 84-годишна възраст.
Ингмар Бергман умира на 30 юли 2007 г. в дома си на остров Форьо.

## Семейство
Ингмар Бергман е женен пет пъти:
- 25 март 1943 – 1945 – за Елсе Фишер, хореографка и танцьорка (развеждат се); деца:
  - Лена Бергман (р. 1943), актриса
- 22 юли 1945 – 1950 – за Елен Лундстрьом, хореографка и режисьорка (развеждат се); деца:
  - Ева Бергман (р. 1945), режисьорка
  - Ян Бергман (1946 – 2000), режисьорка
  - Матс Бергман (р. 1948), актьор и режисьор
  - Ана Бергман (р. 1948), актриса и режисьорка
- 1951 – 1959 – за Гун Грют, журналистка (развеждат се); деца:
  - Ингмар Бергман Младши (р. 1951), пилот
- 1959 – 1969 – за Кяби Ларетей, пианистка (развеждат се); деца:
  - Даниел Бергман (р. 1962), режисьор
- 11 ноември 1971 – 20 май 1995 – за Ингрид фон Росен; деца:
  - Мария фон Росен (р. 1959), писателка

Първите му четири брака завършват с развод, а последният – със смъртта на съпругата му от рак на стомаха на 65-годишна възраст. Освен браковете си, Бергман има продължителни любовни връзки с актрисите Хариет Андершон (1952 – 1955), Биби Андершон (1955 – 1959) и Лив Улман (1965 – 1970), с която има дъщеря – писателката Лин Улман. Общо той има девет деца, едно от които надживява. Женен е за майките на всичките си деца, с изключение на Лив Улман, но дъщеря му от последната му съпруга Ингрид фон Росен е родена дванадесет години преди двамата да се оженят.

## Филмография
| година | филм                              | оригинално заглавие                     | режисьор | сценарист | бележки                                                                                                |
| ------ | --------------------------------- | --------------------------------------- | -------- | --------- | --- |
| 1944   |                                   | Hets                                    |          | Да        | Режисиран от Алф Шьобери                                                                               |
| 1946   | Криза                             | Kris                                    | Да       | Да        | Базиран на пиесата Moderhjertet на Лек Фишър                                                           |
| 1946   | Вали над нашата любов             | Det regnar på vår kärlek                | Да       | Да        | Базиран на пиесата Bra mennesker на Оскар Братен                                                       |
| 1947   |                                   | Kvinna utan ansikte                     |          | Да        | Режисиран от Густаф Моландер                                                                           |
| 1947   | Кораб до Индия                    | Skepp till Indialand                    | Да       | Да        | Базиран на пиесата Skepp till Indialand на Мартин Содерелм                                             |
| 1948   | Музика в тъмното                  | Musik i mörker                          | Да       |           | Сценарист – Дагмар Едквист, базиран на пиесата и                                                       |
| 1948   | Пристанище                        | Hamnstad                                | Да       | Да        | Базиран на разказа „Guldet och murarna“ на Оле Лансберг                                                |
| 1948   |                                   | Eva                                     |          | Да        | Режисиран от Густаф Моландер                                                                           |
| 1949   | Затвор                            | Fängelse                                | Да       | Да        | |
| 1949   | Жажда                             | Törst                                   | Да       |           | Сценарист – Хърбърт Гревенюс, базиран на колекцията от разкази Törst на Биргит Тенгрот                 |
| 1950   | За радост                         | Till glädje                             | Да       | Да        | |
| 1950   | Това не може да се случи тук      | Sånt händer inte här                    | Да       |           | Сценарист – Хърбърт Гревенюс, базиран на романа I løpet av tolv timer на Питър Валентин                |
| 1950   |                                   | Medan staden sover                      |          | Да        | Режисиран от Ларс-Ерик Киелгрен, базиран на роман на Пер Андерс Фогелщрьом.                            |
| 1951   | Летни игри                        | Sommarlek                               | Да       | Да        | Базиран на разказа „Mari“ на Бергман                                                                   |
| 1951   |                                   | Frånskild                               |          | Да        | Режисиран от Густаф Моландер                                                                           |
| 1952   | Чакащи жени                       | Kvinnors väntan                         | Да       | Да        | |
| 1953   | Лято с Моника                     | Sommaren med Monika                     | Да       | Да        | Базиран на романа Sommaren med Monika на Пер Андерс Фогелщрьом                                         |
| 1953   | Вечерта на комедиантите           | Gycklarnas afton                        | Да       | Да        | |
| 1954   | Урок по любов                     | En lektion i kärlek                     | Да       | Да        | |
| 1955   | Мечти                             | Kvinnodröm                              | Да       | Да        | |
| 1955   | Усмивки от една лятна нощ         | Sommarnattens leende                    | Да       | Да        | |
| 1956   |                                   | Sista paret ut                          |          | Да        | Режисиран от Алф Шьобери                                                                               |
| 1957   | Седмият печат                     | Det sjunde inseglet                     | Да       | Да        | Базиран на пиесата Trämålning на Бергман                                                               |
| 1957   | Поляната с дивите ягоди           | Smultronstället                         | Да       | Да        | |
| 1957   | Господин Слееман идва             | Herr Sleeman kommer                     | Да       |           | Постановка за телевизионен театър на едноименната пиеса на Ялмар Бергман                               |
| 1958   | Близо до живота                   | Nära livet                              | Да       |           | Сценарист – Ула Исаксон, базиран на нейните разкази Det vänliga, värdiga и Det orubbliga               |
| 1958   | Лицето                            | Ansiktet                                | Да       | Да        | |
| 1960   | Изворът на девственицата          | Jungfrukällan                           | Да       |           | Сценарист – Ула Исаксон, базиран на баладата Töres dotter i Wänge, Оскар за най-добър чуждоезичен филм |
| 1960   | Окото на дявола                   | Djävulens öga                           | Да       | Да        | Базиран на радио-постановката Don Juan vender tilbage на Олуф Банг                                     |
| 1961   | Като в огледало                   | Såsom i en spegel                       | Да       | Да        | Оскар за най-добър чуждоезичен филм                                                                    |
| 1961   |                                   | Lustgården                              |          | Да        | Режисиран от Алф Киелин                                                                                |
| 1963   | Зимна светлина                    | Nattvardsgästerna                       | Да       | Да        | |
| 1963   | Мълчанието                        | Tystnaden                               | Да       | Да        | |
| 1964   | Да не говорим за всички тези жени | För att inte tala om alla dessa kvinnor | Да       | Да        | |
| 1966   | Персона                           | Persona                                 | Да       | Да        | |
| 1967   |                                   | Stimulantia                             | Да       | Да        | |
| 1968   | Часът на вълка                    | Vargtimmen                              | Да       | Да        | |
| 1968   | Срамът                            | Skammen                                 | Да       | Да        | |
| 1969   | Обредът                           | Riten                                   | Да       | Да        | |
| 1969   | Една страст                       | En passion                              | Да       | Да        | |
| 1971   | Докосване                         | Beröringen                              | Да       | Да        | |
| 1972   | Шепот и викове                    | Viskningar och rop                      | Да       | Да        | Оскар за операторско майсторство                                                                       |
| 1973   | Сцени от един семеен живот        | Scener ur ett äktenskap                 | Да       | Да        | |
| 1975   | Вълшебната флейта                 | Trollflöjten                            | Да       | Да        | Базиран на Вълшебната флейта от Волфганг Амадеус Моцарт и Емануел Шиканедер                            |
| 1976   | Лице в лице                       | Ansikte mot ansikte                     | Да       | Да        | |
| 1977   | Змийското яйце                    | Das Schlangenei                         | Да       | Да        | |
| 1978   | Есенна соната                     | Höstsonaten                             | Да       | Да        | |
| 1980   | От живота на марионетките         | Aus dem Leben der Marionetten           | Да       | Да        | |
| 1982   | Фани и Александър                 | Fanny och Alexander                     | Да       | Да        | 4 награди Оскар, включително за най-добър чуждоезичен филм                                             |
| 1984   | След репетицията                  | Efter repetitionen                      | Да       | Да        | Базиран на пиесата Efter repetitionen на Бергман                                                       |
| 1986   | Богословените                     | De två saliga                           | Да       |           | Сценарист – Ула Исаксон, базиран на романа и                                                           |
| 1991   |                                   | Den goda viljan                         |          | Да        | Режисиран от Били Август                                                                               |
| 1992   |                                   | Söndagsbarn                             |          | Да        | Режисиран от Даниел Бергман                                                                            |
| 1996   |                                   | Enskilda samtal                         |          | Да        | Режисиран от Лив Улман, базиран на книгата Enskilda samtal на Бергман                                  |
| 1997   | В присъствието на клоуна          | Larmar och gör sig till                 | Да       | Да        | Базиран на пиесата Larmar och gör sig till на Бергман                                                  |
| 2000   |                                   | Trolösa                                 |          | Да        | Режисиран от Лив Улман                                                                                 |
| 2003   | Сарабанда                         | Saraband                                | Да       | Да        | |

### Актьор
- Една страст (En Passion, 1969)
- Обредът (Riten, 1969)

### Продуцент
- Персона (Persona, 1966)
- Изворът на девственицата (Jungfrukällan, 1960)

## Произведения

### Пиеси
- Kaspers död (1942)
- Tivolit (1942)
- Jack hos skådespelarna (1946)
- Rakel och biografvaktmästaren (1946)
- Dagen slutar tidigt (1947)
- Mig till skräck (1947)
- Kamma noll (1948)
- Joakim Naken eller Självmordet (1949)
- Staden (1951)
- Mordet i Barjärna (1952)
- Trämålning (1956)
- Sista skriket (1993)
- Сарабанда, Saraband (2003)

### Книги
- Det att göra film (1959)
- Varje film är min sista film (1959)
- Сцени от един брачен живот, Scener ur ett äktenskap (1973)
- Лице срещу лице, Ansikte mot ansikte (1976)
- Ormens ägg (1976)
- Есенна соната, Höstsonaten (1978)
- Из живота на марионетките, Ur marionetternas liv (1980)
- Fanny och Alexander (1982
- Латерна магика, Laterna Magica (1987) – автобиография за живота му
- Образи, Bilder (1990) – автобиография за филмите му
- Den goda viljan (1991)
- Det sjunde inseglet (1992)
- Родени в неделя, Söndagsbarn (1993)
- Femte akten (1994)
- Fårö 2003 (2003) – с Тобиас Фроберг